# انتحار شاؤول
انتحار شاؤول هي لوحة زيتية رسمها بيتر بروخل الأكبر في عام 1562، اللوحة حالياً ضمن مقتنيات متحف تاريخ الفنون في فيينا.